# Mario Quintero
Mario César Quintero Padrón, detto Risita (San Luis, 10 gennaio 1924 – L'Avana, 26 gennaio 2017), è stato un cestista e allenatore di pallacanestro cubano.

## Carriera
Ha preso parte ai Giochi della XIV Olimpiade. Ha partecipato anche ai successivi Giochi della XV Olimpiade, disputando sei partite e segnando 58 punti.